# Wasił Grudew
Wasił Grudew, bułg. Васил Грудев (ur. 5 maja 1980 w Płowdiwie) – bułgarski urzędnik państwowy, z wykształcenia prawnik, w 2014 minister rolnictwa i żywności.

## Życiorys
Absolwent liceum francuskiego w Płowdiwie. W 2004 ukończył studia prawnicze na Université de Franche-Comté w Besançon. Kształcił się także w szkole biznesowej w Wageningen. W 2006 rozpoczął pracę w państwowym funduszu rolniczym „Zemedelie”. Zajmował w nim stanowiska eksperta, naczelnika wydziału, od 2011 do 2013 zastępcy dyrektora wykonawczego oraz od września do listopada 2013 dyrektora wykonawczego. Od sierpnia do listopada 2014 pełnił funkcję ministra rolnictwa i żywności w technicznym rządzie Georgiego Bliznaszkiego, następnie został wiceministrem w tym resorcie w drugim gabinecie Bojka Borisowa. Później powrócił do kierowania funduszem rolniczym.
Żonaty, ma jedno dziecko.